# Jean-Henri Azéma
Jean-Henri Azéma, genannt Jean (* 28. Dezember 1913 in Sainte-Denis auf Réunion; † 13. Oktober 2000 in Buenos Aires), war ein französischer Dichter und Kollaborateur.

## Leben
Jean-Henri Azéma stammte von der Insel Réunion. Er ging 1933 nach Paris und studierte am Lycée Louis-le-Grand in Paris und danach Jura an der Sorbonne, wobei er auch Literaturkurse besuchte. In Paris wurde er Journalist und kam unter den Einfluss von rechten Intellektuellen wie Robert Brasillach und Pierre Drieu la Rochelle und der Action française. Im Zweiten Weltkrieg kämpfte er bei den Kolonialtruppen, wofür er das Croix de Guerre erhielt, kollaborierte dann aber mit den deutschen Besatzern und war die Stimme der Vichy-Regierung bei Radio Paris. 1944 ging er mit den zurückweichenden deutschen Truppen nach Deutschland. Er war Anhänger der rechten Parti populaire français (PPF) von Jacques Doriot und wegen Kritik an Pierre Laval in einem Zeitungsartikel drei Monate in Haft. Da er Léon Degrelle bewunderte, wollte er in die Waffen-SS, musste aber die Offiziersausbildung abbrechen, da er weltanschauliche Probleme mit einem der Lehrer hatte. Stattdessen beteiligte er sich an dem Radiosender Radio Patrie in Bad Mergentheim von André Algarron.
Nach dem Krieg ging er über die Schweiz 1948 ins Exil nach Argentinien. In Frankreich wurde er in Abwesenheit zu lebenslanger Haft verurteilt und erst 1970 begnadigt. In Argentinien schlug er sich zunächst unter anderem als Hafenarbeiter und Kellner durch und wurde dann Journalist. Er blieb politisch aktiv und ging nach Unterstützung der Revolution von Víctor Paz Estenssoro 1952 ebenfalls zeitweise nach Bolivien. Nach der Rückkehr nach Buenos Aires 1954 gründete er eine Verlagsagentur.
1978 kehrte er – inzwischen begnadigt – erstmals in seine Heimat Réunion zurück und veröffentlichte 1979 den Gedichtband Olograph über die Insel und sein Exil. An dem Band arbeitete er seit 1955 und er erhielt dafür 1978 den Prix des Mascareignes der Association des écrivains de langue française. Es folgten weitere Werke wie Au soleil de Dodos 1990. Im selben Jahr besuchte er erneut seine Heimatinsel.
Nach seinem Tod wurde seine Asche in Réunion und Mauritius verstreut.
Er ist der Vater des Historikers Jean-Pierre Azéma (1937–2025), spezialisiert auf die Résistance und das Vichy-Regime. Diesen Sohn ließ er als Siebenjährigen in einem Internat in Frankreich zurück. Erst 1968 begegnete er ihm wieder. Neben drei Söhnen aus erster Ehe hatte er auch einen Sohn aus zweiter Ehe in Argentinien.

## Schriften
- Olographe 1979
- D'Azur à perpétuité 1979
- Le pétrolier couleur antaque 1982
- Le Dodo vavangueur 1986
- Au soleil des dodos 1990
- Rhum Blanc 1996
- Rhum marron 1998
- Archives en Chair Vive 1999